# Die unbekannte Revolution

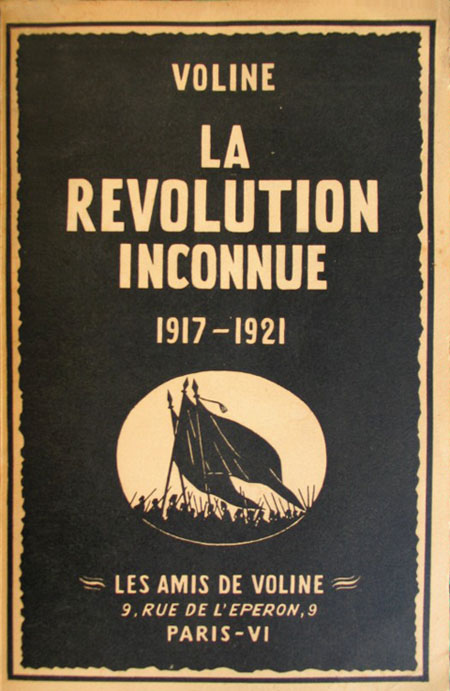
La Révolution inconnue

Die unbekannte Revolution (französischer Originaltitel: La Révolution inconnue) ist das postum (1947) erschienene Hauptwerk von Volin (1882–1945), worin die Geschichte der russischen Revolution (1917–1921) aus anarchosyndikalistischer Sicht bzw. die Ereignisse der Jahre aus libertärer Sicht beschrieben werden.

## Beschreibung
Volin, mit vollem Namen Wsewolod Michailowitsch Eichenbaum (1882–1945), war ein russischer Revolutionär, der als Verantwortlicher für Kultur und Bildung an der Machnowtschina teilnahm. Nach der Unterdrückung durch die Bolschewiki ging er ins Exil nach Frankreich.
Das Werk ist ursprünglich in drei Bände untergliedert, wobei Band 1 vor allem die Entstehung der Machnowschtschina und ihre Niederschlagung durch die Bolschewiki behandelt, Band 2 den Terror der Bolschewisten gegen Anarchisten und Sozialrevolutionäre und Band 3 zur Lage der Arbeiter und Bauern im Zarismus, zur Entstehung und Ausbreitung des Bolschewismus und zur Februarrevolution 1905 informiert.

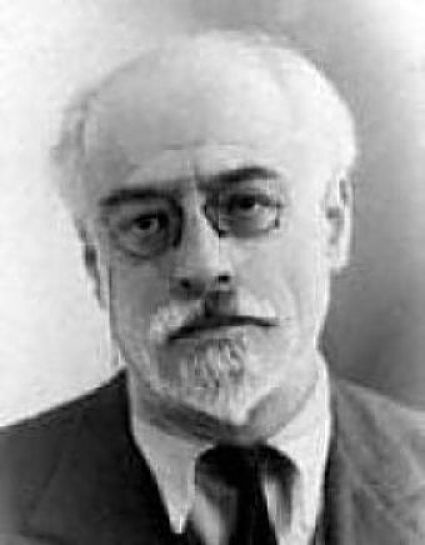
Volin

Der Verfasser war Augenzeuge und Teilnehmer an der russischen Revolution 1917 und der Machno-Bewegung (Machnowschtschina) in der Ukraine. Er beschreibt darin die Schattenseiten des Bolschewismus aus eigener Anschauung, wie z. B. die Unterdrückung nichtbolschewistischer linker Personen und Bewegungen.

Sein Zeitzeugnis ermöglicht einen interessanten Blick auf die sozialrevolutionäre Bewegung Russlands und der Ukraine. Dem Autor zufolge ist diese „unbekannte Revolution“ in diesem Buch die Russische Revolution, 

„nicht diejenige, die immer wieder von Politikern oder Schriftstellern behandelt wurde, sondern diejenige, die entweder vernachlässigt, geschickt verschleiert oder sogar verfälscht wurde: die, die man nicht kennt.“

Der Anarchismus-Historiker Paul Avrich hält Volines Buch für „die wichtigste anarchistische Geschichte der russischen Revolution in jeder Sprache“.